# Pedaliodes palaepolis
Pedaliodes palaepolis är en fjärilsart som beskrevs av William Chapman Hewitson 1878. Pedaliodes palaepolis ingår i släktet Pedaliodes och familjen praktfjärilar. Inga underarter finns listade i Catalogue of Life.